# Granuliterebra bathyrhaphe
Granuliterebra bathyrhaphe é uma espécie de gastrópode do gênero Granuliterebra, pertencente a família Terebridae.